# Initiative populaire fédérale suisse sur l'épargne-logement
L'initiative populaire « pour un traitement fiscal privilégié de l'épargne-logement destinée à l'acquisition d'une habitation à usage personnel ou au financement de travaux visant à économiser l'énergie ou à préserver l'environnement », dite initiative sur l'épargne-logement, est une initiative populaire suisse, rejetée par le peuple et les cantons le 12 mars 2012.

## Contenu
L'initiative propose d'ajouter un article 129a à la Constitution fédérale autorisant des déductions fiscales sur le plan cantonal et communal allant jusqu'à 15 000 francs par an pour des fonds destinés à l'épargne-logement et jusqu'à 5 000 francs par an pour des dépôts visant à financer des mesures d'économie d’énergie ou de protection de l'environnement.
Le texte complet de l'initiative peut être consulté sur le site de la Chancellerie fédérale.

## Déroulement

### Contexte historique
La Suisse, malgré une augmentation de près de 6 % en 10 ans, connait cependant un taux de propriétaires bien plus faible (environ 40 % en 2012) que les pays voisins. Cette situation s'explique principalement par le montant de 20 % de fonds propres au minimum que les acquéreurs doivent apporter au moment de l'achat d'un bien immobilier. Afin de faciliter l’accession à la propriété, les initiants déposent, en 2008, deux initiatives parallèles : cette initiative tout d'abord qui propose la mise en place de plusieurs mesures (épargne-logement, épargne-logement énergie et exonération de l'impôt des primes
d'épargne-logement), puis, quelques mois plus tard, l'Initiative populaire « Accéder à la propriété grâce à l'épargne-logement » qui se contente de demander la création d'un système d'épargne-logement bénéficiant d'un allègement d'impôts sur le modèle d'une loi équivalente existant depuis plus de 18 ans dans le canton de Bâle-Campagne.

### Récolte des signatures et dépôt de l'initiative
La récolte des 100 000 signatures nécessaires a débuté le 27 mars 2007. Le 26 septembre 2008, l'initiative a été déposée à la chancellerie fédérale qui l'a déclarée valide le 29 octobre.

### Discussions et recommandations des autorités
Alors que le Conseil fédéral recommande le rejet de cette initiative, le parlement, quant à lui, n'a donné aucune recommandation de vote. Dans son message aux Chambres fédérales, le Conseil fédéral met en avant son opposition à la loi bâloise sur le sujet et réaffirme « qu'il n'était pas nécessaire d'introduire un nouvel instrument fiscal pour promouvoir l'accession à la propriété du logement ». Il relève également que ce sont principalement les personnes disposant d'un revenu élevé qui peuvent profiter de l'épargne-logement, et ceci en raison de la progressivité de l’impôt sur le revenu. Il conclut même que, « d’un point de vue économique, promouvoir l’accession à la propriété du logement par des allégements fiscaux a des effets négatifs sur la croissance économique et la prospérité ».
Les recommandations de vote des partis politiques sont les suivantes : 
| Parti politique              | Recommandation |
| ---------------------------- | -------------- |
| Parti bourgeois-démocratique | oui            |
| Parti chrétien-social        | non            |
| Parti démocrate-chrétien     | oui            |
| Parti socialiste             | non            |
| Vert'libéraux                | non            |
| Les Libéraux-Radicaux        | oui            |
| Union démocratique du centre | oui            |
| Les Verts                    | non            |

### Votation
Soumise à la votation le 11 mars 2012, l'initiative est refusée par 16 5/2 cantons et par 55,8 % des suffrages exprimés. Le tableau ci-dessous détaille les résultats par cantons pour ce vote :